# Gunnar Mångberg
Erik Gunnar Mångberg, född 2 januari 1887 i Umeå, död 18 april 1919 i Härnösand, var en svensk journalist och redaktör.
Han var huvudredaktör för den moderata dagstidningen Örnsköldsviksposten, och var bland annat engagerad i den svenska frivilligrörelsen i samband med finska inbördeskriget 1918. Han verkade exempelvis för pengarinsamlingar och värvning av rekryter. Han utgjorde ett språkrör för högern i Norrland.